# Jezioro Sobowidzkie
Jezioro Sobowidzkie – jezioro przepływowe w Polsce położone w województwie pomorskim, w powiecie gdańskim, w gminie Trąbki Wielkie na północnym krańcu Pojezierza Starogardzkiego.
Ogólna powierzchnia: 12 ha